# 万行
万行（越南语：／；938年—1018年），越南前黎朝、李朝时期的僧人和政治家。
万行俗姓阮，是北江路古法州（今属北宁省慈山市）人。自幼聪明，涉猎儒道释三教经典，博览数百部佛教经书。21岁剃度出家，拜金臺寺的禅翁定慧为师，法号万行。定慧死後，万行继承其衣钵，成为金臺寺的禅翁。
980年，黎桓篡夺皇位，建立前黎朝。宋太宗得知此事后，派兵南下征讨。万行向黎桓进献破敌之策，被黎桓采纳，最后成功击败宋军，杀其主将侯仁宝。此后万行获得黎桓的重用，开始参与朝政。982年，又为黎桓向占城开战出谋划策。
黎桓死後，其子卧朝帝暴虐，民心不附。万行的同乡左亲卫殿前指挥使李公蕴觊觎皇位，不断收买人心。卧朝帝在位期间，古法州延蕴乡的一株木棉树开裂，树根下露出一行字：“树根杳杳，禾刀木落。十八子成，东阿入地，木异再生。震宫见日，兑宫隐星。六七年间，天下太平。”万行制造了这次事件，并声称未来取代黎氏的“十八子”就是李公蕴。李公蕴害怕被卧朝帝知道，派兄长将万行藏在蕉山。
1009年，卧朝帝驾崩，大瞿越再度陷入内乱。在万行和陶甘沐的帮助下，李公蕴登上皇位，建立李朝，并封万行为国师，继续执掌朝政。1025年圆寂。
万行在李朝时期的地位很高，李仁宗曾经作《追贊萬行禪師》一首以称赞其事迹：“萬行融三際，真符古讖詩。鄉關名古法，拄錫鎮王畿。”近代儒学家阮文珵也有诗作称赞他。越南共和国政府曾将西贡的一所大学命名为万行大学。他也是有名的诗人，但今天留存下来的只有《全越诗录》等书中记载的五首。

## 影視形象
| 演員   | 影視作品                           |
| 范英勇 | 《李公蘊：到昇龍城之路》（电视剧） |